# Stenospermation
Stenospermation é um género botânico pertencente à família Araceae.